# Ближневосточная Антанта
Саадаба́дский пакт, Саадабские соглашения, или Ближневосто́чная Анта́нта  (фр. Traité de Sa'dabad, англ. Treaty of Saadabad, тур. Sadabat Paktı, перс.  پیمان سعدآباد ‎) — группировка государств в составе Ирана, Турции, Афганистана и Ирака, возникшая в результате заключения 8 июля 1937 года Саадабадского пакта — договора, подписанного этими четырьмя государствами в Саадабадском дворце иранского шаха под Тегераном.

## Причины создания Ближневосточной Антанты
Заключению пакта содействовала Великобритания, английская дипломатия стремилась укрепить своё влияние на Ближнем и Среднем Востоке и использовать эту новую группировку в своей политике, направленной против СССР, а также против всё нараставшей активизации Германии и Италии в странах региона. Помимо этого, три из четырёх стран участников договора планировали общими усилиями бороться с курдским сепаратизмом в Ираке, Иране и Турции, на востоке которой в 1927—1931 годах была предпринята попытка создания независимого курдского государства — Араратской Республики.
Между тем, сам момент подписания пакта пришёлся в Ираке на краткосрочное правление левоориентированного военного правительства Хикмета Сулеймана, туркомана по национальности, оказавшегося у власти в результате переворота курдского националиста Бакра Сидки, фактически правившего Ираком в 1936—1937 годах. Правительство Сулеймана впервые в иракской истории не насаждало арабский национализм, выступая за «национально-демократическую реформу», а потому интересовалось дипломатией с восточными, неарабскими соседями Ирака. Турция также искала дружеских отношений со своими соседями, всё ещё оправлялась от своего поражения в Первой мировой войне.

## Подготовка пакта, его подписание и ратификация
Однако предварительные переговоры о заключении Саадабадского пакта начались ещё в 1935 году в связи с обострением политической обстановки, вызванным итальянской агрессией в Эфиопии. 2 октября 1935 года министры иностранных дел Ирана, Турции и Ирака, собравшись в Женеве для предстоящего заседания Совета Лиги Наций, выработали текст пакта и парафировали его.
В ноябре 1935 года к проектируемому пакту присоединился и Афганистан. Однако между парафированием пакта и его подписанием прошло почти два года, так как участники пакта считали, что для полной его эффективности необходимо предварительное урегулирование существовавших между ними спорных пограничных вопросов. Такие вопросы имелись между Ираном и Афганистаном, между Ираном и Турцией и особенно острые между Ираном и Ираком. Разногласия между Ираном и Афганистаном были урегулированы в том же году при посредничестве Турции. Спорные вопросы между Ираном и Турцией были разрешены в результате поездки специальной турецкой делегации в Тегеран в апреле — мае 1937 года.

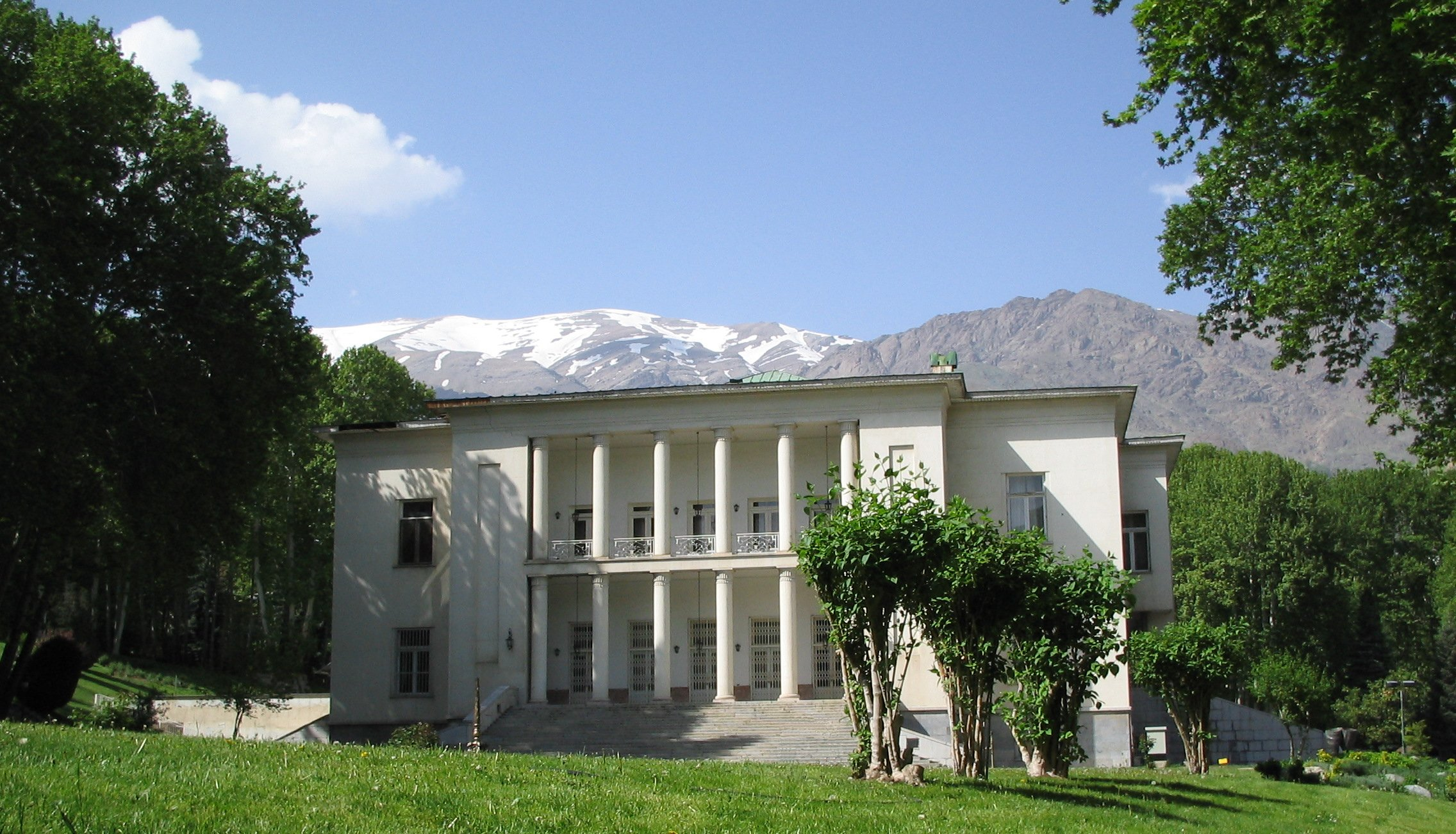
Дворец Саадабад, место подписания пакта.

Наконец, в середине 1937 был ликвидирован затяжной спор между Ираном и Ираком о границе в районе реки Шатт-эль-Араб, окончательный договор по этому вопросу был подписан 4 июля 1937 года в Тегеране. К этому времени в иранской столице собрались министры иностранных дел четырёх стран, которые и подписали Саадабадский пакт, образовав таким образом Ближневосточную Антанту. Обмен ратификационными грамотами состоялся в Тегеране 25 июня 1938 года, и пакт вступил в силу в тот же день, он был зарегистрирован в реестре соглашения Лиги Наций 19 июля 1938 года.

## Содержание и срок действия пакта
Пакт был, по сути, договором о ненападении и содержал обязательства сторон уважать неприкосновенность общих границ, взаимный отказ от совершения актов агрессии друг против друга (причём, понятие агрессии было сформулировано в соответствии с Лондонской конвенцией 1933 года об определении агрессии, в случае нарушения этого постановления стороны имели право немедленно обращаться к Совету Лиги Наций), от вмешательства во внутренние дела договаривающихся сторон, участники пакта обязались не допускать на своей территории создания и деятельности вооружённых отрядов, банд, групп или организаций, преследующих враждебные по отношению к какой-либо из договаривающихся сторон цели, консультироваться друг с другом по международным вопросам (включая конфликты), касающимся их общих интересов.
Договор был заключён сроком на 5 лет, а при отсутствии денонсации было предусмотрено его автоматическое продление ещё на 5 лет. Денонсация договора могла быть осуществлена по отношению к тому из его участников, который совершит акт агрессии против третьей державы.

## Организационная структура блока и дополнительные акты
Одновременно с пактом был подписан протокол о создании постоянного Совета Ближневосточной Антанты — совета четырёх ближневосточных стран в составе их министров иностранных дел (по образцу Советов Малой и Балканской Антант), который должен был собираться не реже одного раза в год. Первое заседание Совета Ближневосточной Антанты состоялось сразу после подписания пакта, в ходе него был принят ряд решений о совместных действиях в Лиге наций. За этим последовала череда ирано-иракских соглашений: 18 июля 1937 года был подписан договор о дружбе, 24 июля 1937 года конвенция о мирном разрешении взаимных споров, в 1938 году решение о создании комиссии по установке пограничных знаков, в декабре 1939 года договор о пограничных комиссарах.

## Деятельность Ближневосточной Антанты в рамках пакта
В 1938 году Турции, частично благодаря участию в Ближневосточной Антанте, удалось добиться сначала отделения от французского мандатного владения Сирия преимущественно тюркоязычного Александреттского санджака с созданием на его территории независимого Государства Хатай, а затем, в 1939 году, путём проведения там референдума — воссоединения его с Турцией. Однако очередной (после Малой, Балканской и Балтийской Антант) филиал Антанты не выступал во внешнеполитических вопросах единым фронтом, слишком разными оказались внешнеполитические интересы и пристрастия его участников, в результате, заключение Саадабадского пакта, как и создание Ближневосточной Антанты не сыграли заметной роли в общем развитии международных отношений. Столь же недолговременными оказались и усилия Ирана и Ирака в деле нормализации пограничных отношений между двумя странами.
В период Второй мировой войны 1939—1945 годов участники Ближневосточной Антанты занимали различные и несогласованные позиции по отношению к воюющим коалициям. Германия планировала установить свой контроль над богатым нефтью Ближним и Средним Востоком, временно подчинив оказавшиеся в руках Вишистской Франции Сирию и Ливан, поощряя движение арабских националистов в британской Палестине и Ираке, а также пытаясь ввести в свою сферу влияния Турцию и Иран. Италия также не оставляла попыток подчинения ряда арабских стран, упрочнив своё влияние в Северном Йемене и предприняв ряд безуспешных боевых атак на британские владения в Южной Аравии (в частности, авиабомбардировку Адена). Однако в 1941 году союзникам удалось освободить Сирию и Ливан, последовавший за этим военный переворот прогерманских сил в Ираке привёл к «Тридцатидневной» англо-иракской войне и поражению в ней Ирака, действия советской и союзной дипломатии заставили Турцию отказаться от планов её вступления в войну с СССР на стороне Германии. Точку в цепи этих событий поставила англо-советская операция в Иране, предотвратившая подчинение страны фашистскому блоку.

## Распад Ближневосточной Антанты
Однако всё произошедшее лишь подтвердило, что Ближневосточная Антанта уже распалась, а Саадабадский пакт фактически прекратил своё действие. Однако формально в 1943 году соглашение было автоматически продлено ещё на 5 лет, поскольку ни одна из подписавшихся под ним сторон не выступила против. Таким образом, Ближневосточная Антанта официально существовала до 1948 года. После войны англо-американская дипломатия стала прилагать усилия к возрождению Саадабадского пакта, надеясь с его помощью осуществить план создания Восточного блока (с включением в него, помимо Ирака, также и других арабских стран), направленного против Советского Союза. Частично это удалось сделать с подписанием Багдадского пакта 1955 года, создавшего пронатовский блок СЕНТО, но уже без участия Афганистана.